# Großer Preis von Spanien 2020
Der Große Preis von Spanien 2020 (offiziell Formula 1 Aramco Gran Premio De España 2020) fand am 16. August auf dem Circuit de Barcelona-Catalunya in Montmeló statt und war das sechste Rennen der Formel-1-Weltmeisterschaft 2020.

## Bericht

### Hintergründe
Nach dem Großen Preis des 70-jährigen Jubiläums führte Lewis Hamilton in der Fahrerwertung mit 30 Punkten vor Max Verstappen und mit 34 Punkten vor Valtteri Bottas. In der Konstrukteurswertung führte Mercedes mit 67 Punkten vor Red Bull Racing und mit 125 Punkten vor Ferrari.
Beim Großen Preis von Spanien stellte Pirelli den Fahrern die Reifenmischungen P Zero Hard (weiß, Mischung C1), P Zero Medium (gelb, C2) und P Zero Soft (rot, C3) sowie für Nässe Cinturato Intermediates (grün) und Cinturato Full-Wets (blau) zur Verfügung. Aus logistischen Gründen erhielten alle Fahrer die gleiche Anzahl an Reifensätzen in den jeweiligen Härtegraden, die Abgabe unterschiedlicher Bestellungen war nicht möglich. Jeder Fahrer hatte somit acht Sätze der Soft-, drei Sätze der Medium- und zwei Sätze der Hard-Mischung.
Aufgrund der COVID-19-Pandemie fand der Große Preis von Spanien unter strikten Sicherheits- und Hygieneregeln statt. So waren keine Zuschauer zugelassen, außerdem musste jede Person, die sich im Fahrerlager aufhielt, spätestens alle fünf Tage auf das Virus SARS-CoV-2 getestet werden.
Vor dem Rennwochenende gab es einen Fahrerwechsel: Nachdem Sergio Pérez bei den beiden vorherigen Rennen wegen einer Corona-Infektion nicht fahren konnte, kehrte er nun ins Cockpit zurück und ersetzte Nico Hülkenberg.
Mit Hamilton (viermal), Verstappen, Sebastian Vettel und Kimi Räikkönen (jeweils einmal) traten vier ehemalige Sieger zu diesem Grand Prix an.
Als Rennkommissare für dieses Rennwochenende fungierten Tim Mayer (USA), Matteo Perini (ITA), Emanuele Pirro (ITA) und David Domingo (ESP).

### Training
Im ersten freien Training war Bottas mit einer Rundenzeit von 1:16,785 Minuten Schnellster vor Hamilton und Verstappen.
Im zweiten freien Training fuhr Hamilton mit einer Rundenzeit von 1:16,883 Minuten die Bestzeit vor Bottas und Verstappen.
Im dritten freien Training war Hamilton in 1:17,222 Minuten erneut Schnellster vor Bottas und Verstappen.

### Qualifying
Das Qualifying bestand aus drei Teilen mit einer Nettolaufzeit von 45 Minuten. Im ersten Qualifying-Segment (Q1) hatten die Fahrer 18 Minuten Zeit, sich für das Rennen zu qualifizieren. Alle Fahrer, die im ersten Abschnitt eine Zeit erzielten, die maximal 107 Prozent der schnellsten Rundenzeit betrug, qualifizierten sich für den Grand Prix. Die besten 15 Fahrer erreichten den nächsten Teil. Hamilton war Schnellster. Antonio Giovinazzi, die Williams- und Haas-Piloten schieden aus.
Der zweite Abschnitt (Q2) dauerte 15 Minuten. Die schnellsten zehn Piloten qualifizierten sich für den dritten Teil des Qualifyings und mussten mit den hier verwendeten Reifen das Rennen starten, alle anderen hatten freie Reifenwahl für den Rennstart. Hamilton war Schnellster. Die Renault-Piloten, Räikkönen, Daniil Kwjat und Vettel schieden aus.
Der letzte Abschnitt (Q3) ging über eine Zeit von zwölf Minuten, in denen die ersten zehn Startpositionen vergeben wurden. Hamilton fuhr mit einer Rundenzeit von 1:15,584 Minuten die Bestzeit vor Bottas und Verstappen. Es war die 92. Pole-Position für Hamilton in der Formel-1-Weltmeisterschaft.

### Rennen
Beim Start behielt Polesetter Hamilton die Führung, während sein Teamkollege Bottas aus der ersten Reihe startete und sowohl von Verstappen als auch von Lance Stroll überholt wurde. Hinter dem Finnen folgten Pérez vor Alexander Albon, Carlos Sainz jr., Pierre Gasly und Charles Leclerc. Erst in der vierten Runde überholte Bottas Stroll und landete auf dem dritten Platz. In den folgenden Runden änderte sich die Ranglistensituation nicht. Hamilton, der an der Spitze lag, vergrößerte seinen Vorsprung auf Verstappen, der wiederum einen guten Vorsprung gegenüber Bottas aufbauen konnte. Erst in der 17. Runde kam es zum ersten Stopp, für Albon, der auf harten Reifen unterwegs war. Die Wahl des thailändischen Fahrers diente als Parameter für Verstappen, der in der 21. Runde anhielt, sich aber für Reifen mit mittlerer Mischung entschied. Der Niederländer von Red Bull Racing kehrte als Dritter ins Rennen zurück.
In der 23. Runde gingen beide Mercedes in die Boxengasse, um die Reifen zu wechseln. Sowohl Hamilton als auch Bottas wechselten von Soft auf Mediums. Verstappen eroberte dadurch den zweiten Platz zurück. Stroll absolvierte in Runde 27 seinen ersten Boxenstopp und kehrte vor einer kleinen Gruppe von Autos, angeführt von Kevin Magnussen, ins Rennen zurück. Eine Runde später stoppten auch Pérez und die beiden Ferrari. Vettel, der auf den Medium-Reifen gestartet war, wechselte auf die Soft-Reifen.
Das Rennen wurde von Hamilton angeführt, Verstappen war Zweiter vor Bottas. Dann folgten Daniel Ricciardo, Stroll, Sainz jr., Pérez, Esteban Ocon und Albon. Pérez überholte Sainz jr., während Albon in der 33. Runde Ocon überholte. Der Franzose von Renault führte in der folgenden Runde seinen Reifenwechsel durch. In der 37. Runde drehte sich Leclerc aufgrund eines Problems mit der Elektrik in der drittletzten Kurve. Dem Monegassen gelang es das Rennen fortzusetzen, aber nach ein paar Runden, da er seinen Sicherheitsgurt nicht wieder anlegen konnte, beschloss er, aufzugeben. Er sollte der einzige Ausfall in diesem Rennen bleiben. Unterdessen hielt auch Ricciardo an, um die Reifen zu wechseln.
Verstappen machte in Runde 40 seinen zweiten Boxenstopp. Der Red-Bull-Pilot nutzte einen Satz Medium-Reifen und kam wieder hinter Bottas ins Rennen zurück. Drei Runden später gab es auch einen zweiten Stopp für Stroll und Gasly. Vettel nutzte die Reifen gut und schaffte es auf den zweiten Stopp zu verzichten und rückte hinter Pérez auf den fünften Platz vor. Bottas stoppte in Runde 48 erneut und fuhr nun mit weichen Reifen. Damit konnte Verstappen den zweiten Platz zurückerobern. Mittlerweile hatten die Teams den Fahrern die Möglichkeit von Regen mitgeteilt, der jedoch auf der Strecke nicht zu sehen war.
Der Führende des Rennens, Hamilton, wartete auf die 50. Runde, um den zweiten Stopp einzulegen. Der Brite hatte anschließend noch einen Vorsprung von über 11 Sekunden auf Verstappen und 18 auf Bottas. In der 53. Runde wurden Pérez und Kwjat mit einer Fünf-Sekunden-Zeitstrafe belegt, weil sie die blauen Flaggen nicht beachtet hatten. In den letzten Runden fuhr Vettel mit abgebauten Reifen und musste zwei Positionen abgeben, zuerst an Stroll und dann an Sainz jr., schaffte es aber, Albons Angriffen zu widerstehen.
Hamilton gewann schließlich das Rennen vor Verstappen und Bottas. Für Hamilton war es der 88. Sieg in der Formel-1-Weltmeisterschaft. Hamilton erreichte sein 156. Podium und übertraf somit den Rekord von Michael Schumacher. Bottas erreichte seine 50. Podiums-Platzierung. Die restlichen Punkteränge belegten Stroll, Pérez, Sainz jr., Vettel, Albon, Gasly und Norris.
In der Gesamtwertung baute Hamilton seine Führung auf Verstappen und Bottas blieb Dritter. In der Konstrukteurswertung blieb Mercedes vor Red Bull. Racing Point war neuer Dritter.

## Meldeliste
| Team                          | Nr. | Fahrer             | Chassis                            | Motor                              | Reifen |
| ----------------------------- | --- | ------------------ | ---------------------------------- | ---------------------------------- | ------ |
| Mercedes-AMG Petronas F1 Team | 44  | Lewis Hamilton     | Mercedes-AMG F1 W11 EQ Performance | Mercedes-AMG F1 M11 EQ Performance | P      |
| Mercedes-AMG Petronas F1 Team | 77  | Valtteri Bottas    | Mercedes-AMG F1 W11 EQ Performance | Mercedes-AMG F1 M11 EQ Performance | P      |
| Scuderia Ferrari              | 05  | Sebastian Vettel   | Ferrari SF1000                     | Ferrari 065                        | P      |
| Scuderia Ferrari              | 16  | Charles Leclerc    | Ferrari SF1000                     | Ferrari 065                        | P      |
| Aston Martin Red Bull Racing  | 33  | Max Verstappen     | Red Bull Racing RB16               | Honda RA620H                       | P      |
| Aston Martin Red Bull Racing  | 23  | Alexander Albon    | Red Bull Racing RB16               | Honda RA620H                       | P      |
| McLaren F1 Team               | 55  | Carlos Sainz jr.   | McLaren MCL35                      | Renault E-Tech 20                  | P      |
| McLaren F1 Team               | 04  | Lando Norris       | McLaren MCL35                      | Renault E-Tech 20                  | P      |
| Renault DP World F1 Team      | 03  | Daniel Ricciardo   | Renault R.S.20                     | Renault E-Tech 20                  | P      |
| Renault DP World F1 Team      | 31  | Esteban Ocon       | Renault R.S.20                     | Renault E-Tech 20                  | P      |
| Scuderia AlphaTauri Honda     | 26  | Daniil Kwjat       | AlphaTauri AT01                    | Honda RA620H                       | P      |
| Scuderia AlphaTauri Honda     | 10  | Pierre Gasly       | AlphaTauri AT01                    | Honda RA620H                       | P      |
| BWT Racing Point F1 Team      | 11  | Sergio Pérez       | Racing Point RP20                  | BWT Mercedes                       | P      |
| BWT Racing Point F1 Team      | 18  | Lance Stroll       | Racing Point RP20                  | BWT Mercedes                       | P      |
| Alfa Romeo Racing Orlen       | 07  | Kimi Räikkönen     | Alfa Romeo Racing C39              | Ferrari 065                        | P      |
| Alfa Romeo Racing Orlen       | 99  | Antonio Giovinazzi | Alfa Romeo Racing C39              | Ferrari 065                        | P      |
| Haas F1 Team                  | 08  | Romain Grosjean    | Haas VF-20                         | Ferrari 065                        | P      |
| Haas F1 Team                  | 20  | Kevin Magnussen    | Haas VF-20                         | Ferrari 065                        | P      |
| Williams Racing               | 63  | George Russell     | Williams FW43                      | Mercedes-AMG F1 M11 EQ Performance | P      |
| Williams Racing               | 06  | Nicholas Latifi    | Williams FW43                      | Mercedes-AMG F1 M11 EQ Performance | P      |
| Williams Racing               | 40  | Roy Nissany        | Williams FW43                      | Mercedes-AMG F1 M11 EQ Performance | P      |

Anmerkungen
1. 1 2  Der Williams mit der Startnummer 40 wurde im ersten freien Training für Nissany eingesetzt. Russell übernahm das Fahrzeug anschließend für das restliche Rennwochenende mit seiner Startnummer 63.

## Klassifikationen

### Qualifying
| Pos.                                                                      | Fahrer             | Konstrukteur              | Q1       | Q2       | Q3       | Start |
| ------------------------------------------------------------------------- | ------------------ | ------------------------- | -------- | -------- | -------- | ----- |
| 01                                                                        | Lewis Hamilton     | Mercedes                  | 1:16,872 | 1:16,013 | 1:15,584 | 01    |
| 02                                                                        | Valtteri Bottas    | Mercedes                  | 1:17,243 | 1:16,152 | 1:15,643 | 02    |
| 03                                                                        | Max Verstappen     | Red Bull Racing-Honda     | 1:17,213 | 1:16,518 | 1:16,292 | 03    |
| 04                                                                        | Sergio Pérez       | Racing Point-BWT Mercedes | 1:17,117 | 1:16,936 | 1:16,482 | 04    |
| 05                                                                        | Lance Stroll       | Racing Point-BWT Mercedes | 1:17,316 | 1:16,666 | 1:16,589 | 05    |
| 06                                                                        | Alexander Albon    | Red Bull Racing-Honda     | 1:17,419 | 1:17,163 | 1:17,029 | 06    |
| 07                                                                        | Carlos Sainz jr.   | McLaren-Renault           | 1:17,438 | 1:16,876 | 1:17,044 | 07    |
| 08                                                                        | Lando Norris       | McLaren-Renault           | 1:17,577 | 1:17,166 | 1:17,084 | 08    |
| 09                                                                        | Charles Leclerc    | Ferrari                   | 1:17,256 | 1:16,953 | 1:17,087 | 09    |
| 10                                                                        | Pierre Gasly       | AlphaTauri-Honda          | 1:17,356 | 1:16,800 | 1:17,136 | 10    |
| 11                                                                        | Sebastian Vettel   | Ferrari                   | 1:17,573 | 1:17,168 | –        | 11    |
| 12                                                                        | Daniil Kwjat       | AlphaTauri-Honda          | 1:17,676 | 1:17,192 | –        | 12    |
| 13                                                                        | Daniel Ricciardo   | Renault                   | 1:17,667 | 1:17,198 | –        | 13    |
| 14                                                                        | Kimi Räikkönen     | Alfa Romeo Racing-Ferrari | 1:17,797 | 1:17,386 | –        | 14    |
| 15                                                                        | Esteban Ocon       | Renault                   | 1:17,765 | 1:17,567 | –        | 15    |
| 16                                                                        | Kevin Magnussen    | Haas-Ferrari              | 1:17,908 | –        | –        | 16    |
| 17                                                                        | Romain Grosjean    | Haas-Ferrari              | 1:18,089 | –        | –        | 17    |
| 18                                                                        | George Russell     | Williams-Mercedes         | 1:18,099 | –        | –        | 18    |
| 19                                                                        | Nicholas Latifi    | Williams-Mercedes         | 1:18,532 | –        | –        | 19    |
| 20                                                                        | Antonio Giovinazzi | Alfa Romeo Racing-Ferrari | 1:18,697 | –        | –        | 20    |
| 107-Prozent-Zeit: 1:22,253 min (bezogen auf Q1-Bestzeit von 1:16,872 min) |                    |                           |          |          |          |       |

### Rennen
| Pos. | Fahrer             | Konstrukteur              | Runden | Stopps | Zeit        | Start | Schnellste Runde |
| ---- | ------------------ | ------------------------- | ------ | ------ | ----------- | ----- | ---------------- |
| 01   | Lewis Hamilton     | Mercedes                  | 66     | 2      | 1:31:45,279 | 01    | 1:19,822 (63.)   |
| 02   | Max Verstappen     | Red Bull Racing-Honda     | 66     | 2      | + 24,177    | 03    | 1:21,477 (53.)   |
| 03   | Valtteri Bottas    | Mercedes                  | 66     | 3      | + 44,752    | 02    | 1:18,183 (66.)   |
| 04   | Lance Stroll       | Racing Point-BWT Mercedes | 65     | 2      | + 1 Runde   | 05    | 1:22,024 (56.)   |
| 05   | Sergio Pérez       | Racing Point-BWT Mercedes | 65     | 1      | + 1 Runde   | 04    | 1:22,515 (58.)   |
| 06   | Carlos Sainz jr.   | McLaren-Renault           | 65     | 2      | + 1 Runde   | 07    | 1:21,771 (59.)   |
| 07   | Sebastian Vettel   | Ferrari                   | 65     | 1      | + 1 Runde   | 11    | 1:22,707 (48.)   |
| 08   | Alexander Albon    | Red Bull Racing-Honda     | 65     | 2      | + 1 Runde   | 06    | 1:22,194 (41.)   |
| 09   | Pierre Gasly       | AlphaTauri-Honda          | 65     | 2      | + 1 Runde   | 10    | 1:22,543 (44.)   |
| 10   | Lando Norris       | McLaren-Renault           | 65     | 2      | + 1 Runde   | 08    | 1:22,392 (56.)   |
| 11   | Daniel Ricciardo   | Renault                   | 65     | 1      | + 1 Runde   | 13    | 1:22,464 (51.)   |
| 12   | Daniil Kwjat       | AlphaTauri-Honda          | 65     | 2      | + 1 Runde   | 12    | 1:22,336 (47.)   |
| 13   | Esteban Ocon       | Renault                   | 65     | 1      | + 1 Runde   | 15    | 1:22,174 (65.)   |
| 14   | Kimi Räikkönen     | Alfa Romeo Racing-Ferrari | 65     | 2      | + 1 Runde   | 14    | 1:21,888 (47.)   |
| 15   | Kevin Magnussen    | Haas-Ferrari              | 65     | 1      | + 1 Runde   | 16    | 1:23,474 (64.)   |
| 16   | Antonio Giovinazzi | Alfa Romeo Racing-Ferrari | 65     | 2      | + 1 Runde   | 20    | 1:21,801 (47.)   |
| 17   | George Russell     | Williams-Mercedes         | 65     | 2      | + 1 Runde   | 18    | 1:22,503 (37.)   |
| 18   | Nicholas Latifi    | Williams-Mercedes         | 64     | 2      | + 2 Runden  | 19    | 1:22,030 (60.)   |
| 19   | Romain Grosjean    | Haas-Ferrari              | 64     | 2      | + 2 Runden  | 17    | 1:20,409 (64.)   |
| –    | Charles Leclerc    | Ferrari                   | 38     | 1      | DNF         | 09    | 1:23,968 (35.)   |

Anmerkungen
1. ↑  Pérez erhielt eine Zeitstrafe von fünf Sekunden für das Ignorieren blauer Flaggen.
2. ↑  Kwjat erhielt eine Zeitstrafe von fünf Sekunden für das Ignorieren blauer Flaggen.

## WM-Stände nach dem Rennen
Die ersten zehn des Rennens bekamen 25, 18, 15, 12, 10, 8, 6, 4, 2 bzw. 1 Punkt(e). Zusätzlich gab es einen Punkt für die schnellste Rennrunde, da der Fahrer unter den ersten zehn landete.

### Fahrerwertung
| Pos. | Fahrer           | Konstrukteur              | Punkte |
| ---- | ---------------- | ------------------------- | ------ |
| 01   | Lewis Hamilton   | Mercedes                  | 132    |
| 02   | Max Verstappen   | Red Bull Racing-Honda     | 95     |
| 03   | Valtteri Bottas  | Mercedes                  | 89     |
| 04   | Charles Leclerc  | Ferrari                   | 45     |
| 05   | Lance Stroll     | Racing Point-BWT Mercedes | 40     |
| 06   | Alexander Albon  | Red Bull Racing-Honda     | 40     |
| 07   | Lando Norris     | McLaren-Renault           | 39     |
| 08   | Sergio Pérez     | Racing Point-BWT Mercedes | 32     |
| 09   | Carlos Sainz jr. | McLaren-Renault           | 23     |
| 10   | Daniel Ricciardo | Renault                   | 20     |
| 11   | Sebastian Vettel | Ferrari                   | 16     |

| Pos. | Fahrer             | Konstrukteur              | Punkte |
| ---- | ------------------ | ------------------------- | ------ |
| 12   | Esteban Ocon       | Renault                   | 16     |
| 13   | Pierre Gasly       | AlphaTauri-Honda          | 14     |
| 14   | Nico Hülkenberg    | Racing Point-BWT Mercedes | 6      |
| 15   | Antonio Giovinazzi | Alfa Romeo Racing-Ferrari | 2      |
| 16   | Daniil Kwjat       | AlphaTauri-Honda          | 2      |
| 17   | Kevin Magnussen    | Haas-Ferrari              | 1      |
| 18   | Kimi Räikkönen     | Alfa Romeo Racing-Ferrari | 0      |
| 19   | Nicholas Latifi    | Williams-Mercedes         | 0      |
| 20   | George Russell     | Williams-Mercedes         | 0      |
| 21   | Romain Grosjean    | Haas-Ferrari              | 0      |

### Konstrukteurswertung
| Pos. | Konstrukteur              | Punkte |
| ---- | ------------------------- | ------ |
| 1    | Mercedes                  | 221    |
| 2    | Red Bull Racing-Honda     | 135    |
| 3    | Racing Point-BWT Mercedes | 63     |
| 4    | McLaren-Renault           | 62     |
| 5    | Ferrari                   | 61     |

| Pos. | Konstrukteur              | Punkte |
| ---- | ------------------------- | ------ |
| 06   | Renault                   | 36     |
| 07   | AlphaTauri-Honda          | 16     |
| 08   | Alfa Romeo Racing-Ferrari | 2      |
| 09   | Haas-Ferrari              | 1      |
| 10   | Williams-Mercedes         | 0      |